# Rhizopsammia wellingtoni
Rhizopsammia wellingtoni is een rifkoralensoort uit de familie van de Dendrophylliidae. De wetenschappelijke naam van de soort is voor het eerst geldig gepubliceerd in 1982 door Wells.